# Tony Honors for Excellence in Theatre
Le Tony Honors for Excellence in Theatre est un prix non compétitif créé par l'American Theatre Wing en 1990. Il est décerné à des institutions, des individus et / ou des organisations qui ont démontré des réalisations extraordinaires dans le théâtre, mais ne sont pas éligibles pour concourir dans l'une des catégories établies du Tony Award. Les Tony Honors sont annoncés à l'automne. Ils sont décernés lors d'une cérémonie distincte qui offre aux lauréats un moment privilégié sous les projecteurs.
Le premier lauréat était Alfred Drake, reconnu pour sa longue carrière dans le théâtre musical.

## Lauréats
- 1990 : Alfred Drake
- 1991 : Père George Moore, curé de l'église Saint-Malachie de New York (connue sous le nom de Chapelle des acteurs) « pour son service et son engagement envers les nécessiteux et les personnes âgées du quartier des théâtres et l'amélioration des conditions dans la région de Times Square »[3].
- 1992 : Tom Jones et Harvey Schmidt pour The Fantasticks, dans sa 33e année Off-Broadway[4].
- 1993 : Alliance internationale des employés de scène, de théâtre et de cinéma, "un syndicat d'artisans professionnels de 900 sections locales qui travaillent dans les coulisses de l'industrie du divertissement"[5] ; Broadway Cares/Equity Fights AIDS. L'organisme de bienfaisance le plus actif de l'industrie du divertissement qui s'attaque aux défis du sida[5].
- 1995 : National Endowment for the Arts
- 1998 : L'institut international du théâtre des États-Unis
- 2000 : Eileen Heckart ; Directrice générale / productrice Sylvia Herscher; City Center Encores!
- 2001 : Betty Corwin, fondatrice et directrice du Theatre on Film and Tape Archive de la New York Public Library for the Performing Arts ; Nouveaux dramaturges; Theatre World
- 2003 : L'ensemble de Baz Luhrmann de La Bohème ; perruquier et coiffeur Paul Huntley ; Johnson-Liff Casting Associates; The Acting Company[6].
- 2004 : La distribution de la production 2003 de Broadway de Big River ; Nancy Coyne, directrice générale de l'agence de publicité théâtrale Serino Coyne; les restaurateurs Frances et Harry Edelstein du Café Edison et Vincent Sardi, Jr. de Sardi's ; photographe Martha Swope[7].
- 2005 : Producteur Peter Neufeld ; Theatre Communications Group[8].
- 2006 : BMI Lehman Engel Musical Theatre Workshop ; Forbidden Broadway et son créateur, Gerard Alessandrini ; William Morris, vice-président principal de l'agence Samuel Liff ; Ellen Stewart[9].

- 2007 : Gemze de Lappe ; la responsable de la garde-robe Alyce Gilbert; PDG de Hudson Scenic Studios Neil Mazzella ; musicien et entrepreneur musical Seymour "Red" Press[10].
- 2009 : Attachée de presse Shirley Herz[11].
- 2010 : The Alliance of Resident Theatres New York ; BH Barry (enseignant) ; Tom Viola (directeur exécutif BC/EFA)[12].
- 2011 : William Berloni (dresseur d'animaux); The Drama Book Shop (West 40th Street, Manhattan); Sharon Jensen et Alliance for Inclusion in the Arts[13].
- 2012 : l'avocat du divertissement Freddie Gershon ; Artie Siccardi ; le TDF Open Doors Program
- 2013 : Michael Bloomberg (maire de New York), Career Transition For Dancers ; William "Bill" Craver; Peter Lawrence (directeur de la production) ; The Lost Colony ; conjointement à Sophia Gennusa, Oona Laurence, Bailey Ryon et Milly Shapiro, les quatre actrices qui partagent le rôle principal dans Matilda the Musical.
- 2014 : le président du Actors Fund of America, Joseph P. Benincasa ; photographe Joan Marcus ; directeur général Charlotte Wilcox[14].
- 2015 : le décorateur Arnold Abramson ; le consultant en relations publiques Adrian Bryan-Brown ; technicien de théâtre Gene O'Donovan[15].
- 2016 : l'avocat du divertissement Seth Gelblum ; le coach vocal Joan Lader; propriétaire de la boutique de costumes Sally Ann Parsons[16].
- 2017 : Directeurs généraux Nina Lannan et Alan Wasser[17].
- 2018 : la photographe du New York Times Sara Krulwich, la perleuse de costumes Bessie Nelson et Ernest Winzer Cleaners[18].
- 2019 : Broadway Inspirational Voices, fondé par Michael McElroy ; Peter Entin ; FDNY Engine 54, Ladder 4, Battalion 9 ; Joseph Blakely Forbes
- 2020 : Le président de PRG Scenic Technologies Fred Gallo, Irene Gandy, Beverly Jenkins et le New Federal Theatre[19].
- 2022 : Asian American Performers Action Coalition, Broadway for All, Emily Grishman, Feinstein's/54 Below et United Scenic Artists (Local USA 829, IATSE).
- 2023 : Lisa Dawn Cave, Victoria Bailey, Robert Fried
- 2024 : Wendall K. Harrington, Colleen Jennings-Roggensack	directeur exécutif de l'ASU Gammage et membre honorifique de la Broadway League, Judith O. Rubin de Playwrights Horizons, la Dramatists Guild Foundation, Samuel J. Friedman du Health Center for the Performing Arts